# شارون اگویلار
شارون اگویلار (به‌انگلیسی: Sharon Aguilar) متولد ۱۹۸۶ در پاناما، ترانه‌سرا و خواننده آمریکایی است. او سابقه کار با گروه‌های مختلفی را دارد.